# Macedonia en los Juegos Paralímpicos de Atlanta 1996
Macedonia estuvo representada en los Juegos Paralímpicos de Atlanta 1996 por un deportista masculino. El equipo paralímpico macedonio no obtuvo ninguna medalla en estos Juegos.